# کارل کرناور
کارل کرناور (آلمانی: Karl Krenauer؛ زادهٔ ۹ مارس ۱۹۵۹) دوچرخه‌سوار اهل اتریش است.